# ВЭС Альта
Центр ветряной энергии Альта (англ. Alta Wind Energy Center) — крупная ветроэлектростанция, расположенная на горном перевале Техачапи в штате Калифорния, США. По состоянию на 2017 год, установленная мощность в 1,55 ГВт делает эту электростанцию одной из самых мощных электростанций этого типа в США и даже мире.
Станция находится на стадии строительства и добавления новых турбин. Проектная мощность, которую предполагается достичь к концу 2019 года, составляет 1,7 ГВт, планы по максимальному увеличению установленной мощности составляют 3 ГВт.